# Pailitas (kommun)
Pailitas är en kommun i Colombia.   Den ligger i departementet Cesar, i den norra delen av landet, 500 km norr om huvudstaden Bogotá. Antalet invånare är 15 902.